# Lymphome à cellules du manteau
 Mise en garde médicale
Les lymphomes à cellules du manteau (appelé couramment lymphome du manteau) sont une forme de lymphome non hodgkinien. Ils sont causés par des lymphocytes B du manteau des follicules des ganglions lymphatiques.

## Épidémiologie
Ce lymphome touche plus fréquemment des sujets caucasiens, masculins avec un age médian de 60-70 ans et représente 5 à 7 % des lymphomes. Le diagnostic est souvent fait à un stade avancé car indolore et souvent non décelable sur un examen sanguin. Mais quel que soit le stade, un traitement réduira les adénopathies de manière efficace dans tout le corps. La médiane d'espérance de vie après diagnostic est de 54 mois.

## Clinique
Il ne se distingue guère des autres lymphomes : adénopathies palpable, fatigue, fièvre... L'atteinte digestive est cependant fréquente même si les symptômes en rapport ne sont vus que dans un tiers des cas.

## Typage
Il permet d'en faire le diagnostic, les lymphomes du manteau étant CD5+, CD10−, Bcl-2+, Bcl-6−, CD20+.
Le typage génétique est important pour le pronostic et le traitement avec la recherche de mutations sur les gènes BTK) Bcl2, TP53, BIRC3, CDKN2A, MAP3K14, NOTCH2, NSD2 et SMARCA4. Dans pratiquement tous les cas de lymphome dit « à cellules du manteau », les lymphocytes B expriment fortement la cycline D1 à la suite d'une translocation entre les chromosomes 11 et 14.

## Traitement
Les formes peu évoluées et asymptomatiques peuvent faire l'objet d'une simple surveillance. Une association lénalidomide et rituximab peut également être proposée.
Les traitements des formes graves sont basés sur une chimiothérapie, suivie par une autogreffe de moelle osseuse (qui consiste à réintroduire les cellules souches qui auront été prélevées auparavant par cytaphérèse, et allogreffe en cas de récidive, quand l'état du patient le permet (âge et forme physique). En fait les deux types de greffe sont précédés par une irradiation totale du corps en 4 séances de 20 minutes environ, pour soumettre le corps à 10 Grays et grâce au masquage sur 2 séances à 8 grays pour les poumons. La chimiothérapie peut être à base de bendamustine-rituximab. Le pronostic reste sombre avec de nombreuses rechutes. 
Dans les formes sans indication de greffe de moelle, une association bendamustine-rituximab peut être donnée, à préférer à une chimiothérapie de type R-CHOP. L'ajout d'ibrutinib améliore les résultats. Un traitement d'entretien par rituximab permet des survies prolongées.
En cas de rechute, l'ibrutinib permet d'obtenir des rémissions prolongées.

## Pronostic
Un score de risque a été développé afin de mieux évaluer le pronostic de la maladie, calculé selon l'âge, le stade, le taux de LDH et de leucocytes. La présence d'une mutation sur le P53 témoigne d'une forme agressive.